# جيم غوثري
جيم غوثري (بالإنجليزية: Jim Guthrie)‏ هو سائق سباق أمريكي، ولد في 13 سبتمبر 1961 في غادسدن في الولايات المتحدة.

## روابط خارجية
- جيم غوثري على موقع Racing-Reference.info (الإنجليزية)
- جيم غوثري على موقع DriverDB.com (الإنجليزية)